# Pabellón de Japón en la Bienal de Venecia
El Pabellón de Japón en la Bienal de Venecia es un espacio artístico ubicado en la ciudad de Venecia con motivo de la Bienal de Venecia. El Pabellón, diseñado por Takamasa Yoshizaka, fue construido entre 1955 y 1956.

## Expositores
- 1952 — Taikan Yokoyama, Kokei Kobayashi, Kiyotaka Kaburaki, Heihachirō Fukuda, Kyujin Yamamoto, Kenji Yoshioka, Sotaro Yasui, Shinsen Tokuoka, Ryuzaburo Umehara, Ichiro Fukuzawa y Kigai Kawaguchi.
- 1954 — Hanjiro Sakamoto y Taro Okamoto.
- 1956 — Kunitaro Suda, Kazu Wakita, Takeo Yamaguchi, Shigeru Ueki, Toyoichi Yamamoto y Shiko Munakata.
- 1958 — Ichiro Fukuzawa, Kawabata Ryushi, Seison Maeda, Kenzo Okada, Yoshi Kinouchi y Shindo Tsuji.
- 1960 — Toshimitsu Imai, Yoshishige Saito, Kei Sato, Kaoru Yamaguchi, Tadahiro Ono, Tomonori Toyofuku, Yoshitatsu Yanagihara y Yozo Hamaguchi.
- 1962 — Kinuko Emi, Minoru Kawabata, Kumi Sugai, Tadashi Sugimata y Ryokichi Mukai.
- 1964 — Yoshishige Saito, Toshinobu Onosato, Hisao Domoto y Tomonori Toyofuku.
- 1966 — Toshinobu Onosato, Masuo Ikeda, Morio Shinoda y Ay-O.
- 1968 — Tomio Miki, Kumi Sugai, Jiro Takamatsu y Katsuhiro Yamaguchi.
- 1970 — Shusaku Arakawa y Nobuo Sekine.
- 1972 — Kenji Usami, Shintaro Tanaka.
- 1976 — Kishin Shinoyama.
- 1978 — Koji Enokura y Kishio Suga.
- 1980 — Koji Enokura, Susumu Koshimizu y Isamu Wakabayashi.
- 1982 — Naoyoshi Hikosaka, Yoshio Kitayama y Tadashi Kawamata.
- 1984 — Kosho Ito, Kyoji Takubo y Kosai Hori.
- 1986 — Isamu Wakabayashi y Masafumi Maita.
- 1988 — Shigeo Toya, Keiji Umematsu y Katsura Funakoshi.
- 1990 — Toshikatsu Endo y Saburo Muraoka.
- 1993 — Yayoi Kusama.
- 1995 — Katsuhiko Hibino, Yoichiro Kawaguchi, Hiroshi Senju y Jae Eun Choi.
- 1997 — Rei Naito.
- 2003 — Yutaka Sone y Motohiko Odani.
- 2005 — Miyako Ishiuchi (Comisariado: Michiko Kasahara)
- 2007 — Masao Okabe (Comisariado: Chihiro Minato)
- 2009 — Miwa Yanagi.
- 2011 — Tabaimo (Comisariado: Yuka Uematsu)
- 2013 — Koki Tanaka (Comisariado: Mika Kuraya)
- 2015 — Chiharu Shiota (Comisariado: Hitoshi Nakano)
- 2017 — Takahiro Iwasaki (Comisariado: Meruro Washida)
- 2019 — Motoyuki Shitamichi, Taro Yasuno, Toshiaki Ishikura y Fuminori Nousaku (Comisariado: Hiroyuki Hattori)
- 2022 — Dumb Type